# كوري جونسون (لاعب كرة سلة أمريكي)
كوري جونسون (5 أبريل 1988 بدولوث في الولايات المتحدة - ) (بالإنجليزية: Cory Johnson)‏ هو لاعب كرة سلة أمريكي في مركز هجوم قوي الجسم. لعب مع Iowa State Cyclones ‏.

## وصلات خارجية
- كوري جونسون على موقع دوري كرة السلة الياباني للمحترفين (اليابانية)
- كوري جونسون على موقع كرة السلة الأوروبية.كوم (الإنجليزية)
- كوري جونسون على موقع كلية كرة السلة في سبورتس رفرنس.كوم (الإنجليزية)
- كوري جونسون على موقع ريلجم (الإنجليزية)
- كوري جونسون على موقع بروبوليرز (الإنجليزية)